# Vùng Nữ Hướng đạo châu Âu (WAGGGS)

Khu vực nằm dưới quyền điều hành của Vùng Nữ Hướng đạo châu Âu; Andorra không có tổ chức Nữ Hướng đạo và các quốc gia nằm ngoài vùng có màu xám

Huy hiệu của Vùng Nữ Hướng đạo châu Âu

Vùng Nữ Hướng đạo châu Âu (WAGGGS) là văn phòng vùng của Hội Nữ Hướng đạo Thế giới hỗ trợ Nữ Hướng đạo tại châu Âu bao gồm các cựu Cộng hòa Xô Viết Armenia, Azerbaijan, Belarus, Gruzia, Nga, và Ukraina, và cũng bao gồm Israel, mặc dù về kỹ thuật thì nó không thuộc phần châu Âu nhưng vì lý do văn hóa.
Tất cả các cựu quốc gia cộng sản Trung Âu, Đông Âu và Liên Xô đã và đang phát triển Nữ Hướng đạo trong sự trỗi dậy phục hưng trong vùng. Các quốc gia này bao gồm Albania, Hungary, Ba Lan, România, và các quốc gia thừa kế Tiệp Khắc, Nam Tư và các quốc gia Baltic độc lập khỏi cựu Liên Xô.
Vùng này là đồng nhiệm của Vùng Hướng đạo châu Âu của Tổ chức Phong trào Hướng đạo Thế giới. Vùng Nữ Hướng đạo châu Âu có mối liên hệ chặt chẽ với Vùng Hướng đạo châu Âu của Tổ chức Phong trào Hướng đạo Thế giới. Cả hai cùng có chung văn phòng tại Brussels khoảng nhiều năm và xuất bản một bản tin hàng tháng có tên là Eurofax. Hiện thời hai Vùng cùng xuất bản 'europak' hàng tháng tại http;//www.europak-online.net
Văn phòng châu Âu hiện tại đặt tại Avenue de la Porte de Hal, 38 B1060 Brussels, Bỉ. Trang web của vùng là  http://www.europe.wagggsworld.org Lưu trữ ngày 20 tháng 8 năm 2008 tại Wayback Machine
Không có Vùng Nữ Hướng đạo tương ứng với Vùng Hướng đạo Âu-Á của Tổ chức Phong trào Hướng đạo Thế giới; các quốc gia hậu-Xô Viết được chia ra giữa Vùng Nữ Hướng đạo châu Âu và Vùng Nữ Hướng đạo châu Á-Thái Bình Dương.